# 巴图 (1964年)
巴图（1964年9月—），男性，蒙古族，中共党员，内蒙古巴林右旗人，中华人民共和国政治人物。

## 生平
巴图长期在新疆维吾尔自治区任职，曾任中共博乐市委副书记、市长，博尔塔拉蒙古自治州（博州）人民政府副州长，中共博州党委常委。巴音郭楞蒙古自治州（巴州）人大常委会党组副书记、主任等职。2021年，转任中共巴州党委副书记、州长。2024年2月，当选为新疆维吾尔自治区政协副主席。